# Salle Sigyn
La salle Sigyn (finnois : Sigyn-sali) est une salle de concert à Turku en Finlande.

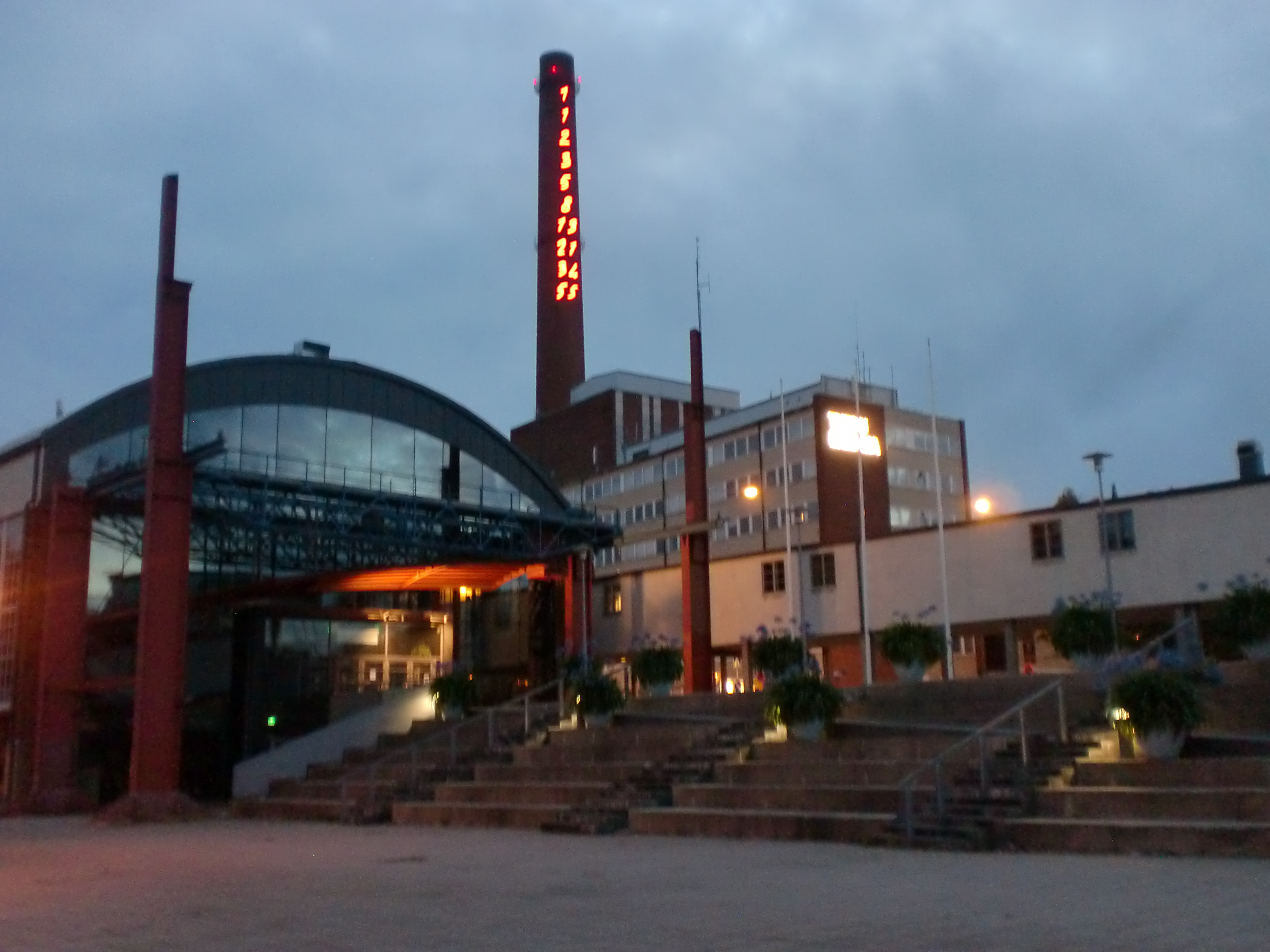
La salle Sigyn

## Salle Sigyn
La salle Sigyn est située sur le même terrain que le conservatoire de Turku et l’académie des Arts de l'université des sciences appliquées de Turku. 
La salle est installée au bord du fleuve Aura à l'adresse Linnankatu 54–60 dans les locaux rénovés en 1994. 
La salle Sigyn fait partie d'un centre d'éducation artistique créé par le Cabinet d'architectes Laiho, Pulkkinen & Raunio Oy dans les locaux d'une ancienne fabrique de cordages et d'un chantier naval.
Les travaux de rénovation du bâtiment ont reçu le prix de la structure métallique de l'année en 1994.
La salle Sigyn peut accueillir 395 spectateurs. 
La scène mesure 10-12 mètres de large.
La salle doit son nom au voilier Sigyn.

## Salles Crichton et Vulcan
La salle Sigyn est complétée par deux salles de concert plus petites situées sur le même site, la salle Crichton située au deuxième étage du bâtiment du Conservatoire de Turku (200 places) et la salle Vulcan (120 places) située derrière la salle Sigyn. La salle Crichton abrite l'orgue du conservatoire et la salle Vulcan est utilisé comme arrière-salle de la salle Sigyn lorsqu'il y a de nombreux artistes.
Les noms des salles rappellent l'ancien chantier naval Crichton-Vulcan.